# (35759) 1999 HQ
1999 إتش كيو (ويعرف أيضًا باسم (35759) 1999 إتش كيو وفق تسمية الكوكب الصغير) (بالإنجليزية: 1999 HQ)‏ هو كويكب ضمن حزام الكويكبات؛ وترتيبه 35759 من حيث الاكتشاف.
اكتُشف هذا الجُرم الفلكي بواسطة Frank B. Zoltowski ‏ في 17 أبريل 1999.

## وصلات خارجية
- (35759) 1999 HQ في قاعدة بيانات مختبر الدفع النفاث لأجرام النظام الشمسي الصغيرة

- الاكتشاف · مخطط المدار ·  العناصر المدارية · المعلمات المادية

- (35759) 1999 HQ على موقع ويكي سكاي: DSS2, SDSS, GALEX, IRAS, Hydrogen α, X-Ray, Astrophoto, Sky Map, Articles and images